# 1990-es atlétikai Európa-bajnokság
Az 1990-es atlétikai Európa-bajnokságot augusztus 26. és szeptember 2. között rendezték Splitben, Jugoszláviában. Az Eb-n 43 versenyszám volt.

## A magyar sportolók eredményei
Magyarország az Európa-bajnokságon 32 sportolóval képviseltette magát.
Érmesek
| Érem  | Versenyző    | Versenyszám         | Dátum         |
| ----- | ------------ | ------------------- | ------------- |
| Ezüst | Szabó Dezső  | Férfi tízpróba      | augusztus 29. |
| Ezüst | Gécsek Tibor | Férfi kalapácsvetés | augusztus 31. |

## Éremtáblázat
(A táblázatban a rendező nemzet eltérő háttérszínnel kiemelve.)
| Helyezés | Nemzet         | Arany | Ezüst | Bronz | Összesen |
| 1.       | NDK            | 12    | 12    | 10    | 34       |
| 2.       | Nagy-Britannia | 9     | 5     | 4     | 18       |
| 3.       | Szovjetunió    | 6     | 9     | 6     | 21       |
| 4.       | Olaszország    | 5     | 2     | 5     | 12       |
| 5.       | Franciaország  | 3     | 2     | 5     | 10       |
| 6.       | NSZK           | 3     | 2     | 2     | 7        |
| 7.       | Jugoszlávia    | 2     | 1     | 1     | 4        |
| 8.       | Portugália     | 1     | 0     | 1     | 2        |
| 9.       | Csehszlovákia  | 1     | 0     | 0     | 1        |
| 9.       | Finnország     | 1     | 0     | 0     | 1        |
| 11.      | Magyarország   | 0     | 2     | 0     | 2        |
| 11.      | Spanyolország  | 0     | 2     | 0     | 2        |
| 13.      | Svédország     | 0     | 1     | 3     | 4        |
| 14.      | Bulgária       | 0     | 1     | 1     | 2        |
| 14.      | Norvégia       | 0     | 1     | 1     | 2        |
| 14.      | Svájc          | 0     | 1     | 1     | 2        |
| 17.      | Hollandia      | 0     | 1     | 0     | 1        |
| 17.      | Románia        | 0     | 1     | 0     | 1        |
| 19.      | Lengyelország  | 0     | 0     | 2     | 2        |
| 20.      | Ausztria       | 0     | 0     | 1     | 1        |
| Összesen | Összesen       | 43    | 43    | 43    | 129      |

## Érmesek
- WR – világrekord
- CR – Európa-bajnoki rekord
- AR – kontinens rekord
- NR – országos rekord

### Férfi
| Versenyszám     | Arany                                                                                      | Arany      | Ezüst                                                                             | Ezüst      | Bronz                                                                    | Bronz      |
| --------------- | ------------------------------------------------------------------------------------------ | ---------- | --------------------------------------------------------------------------------- | ---------- | ------------------------------------------------------------------------ | ---------- |
| 100 m           | Linford Christie · Nagy-Britannia                                                          | 10,00      | Daniel Sangouma · Franciaország                                                   | 10,04      | John Regis · Nagy-Britannia                                              | 10,07      |
| 200 m           | John Regis · Nagy-Britannia                                                                | 20,11      | Jean-Charles Trouabal · Franciaország                                             | 20,31      | Linford Christie · Nagy-Britannia                                        | 20,33      |
| 400 m           | Roger Black · Nagy-Britannia                                                               | 45,08      | Thomas Schönlebe · NDK                                                            | 45,13      | Jens Carlowitz · NDK                                                     | 45,27      |
| 800 m           | Tom McKean · Nagy-Britannia                                                                | 1:44,76    | David Sharpe · Nagy-Britannia                                                     | 1:45,59    | Piotr Piekarski · Lengyelország                                          | 1:45,76    |
| 1500 m          | Jens-Peter Herold · NDK                                                                    | 3:38,25    | Gennaro Di Napoli · Olaszország                                                   | 3:38,60    | Mário Silva · Portugália                                                 | 3:38,73    |
| 5000 m          | Salvatore Antibo · Olaszország                                                             | 13:22,00   | Gary Staines · Nagy-Britannia                                                     | 13:22,45   | Sławomir Majusiak · Lengyelország                                        | 13:22,92   |
| 10 000 m        | Salvatore Antibo · Olaszország                                                             | 27:41,27   | Are Nakkim · Norvégia                                                             | 28:04,04   | Stefano Mei · Olaszország                                                | 28:04,46   |
| Maraton         | Gelindo Bordin · Olaszország                                                               | 2:14:02    | Gianni Poli · Olaszország                                                         | 2:14:55    | Dominique Chauvelier · Franciaország                                     | 2:15:20    |
| 110 m gát       | Colin Jackson · Nagy-Britannia                                                             | 13,18      | Tony Jarrett · Nagy-Britannia                                                     | 13,21      | Dietmar Koszewski · NSZK                                                 | 13,50      |
| 400 m gát       | Kriss Akabusi · Nagy-Britannia                                                             | 47,92      | Sven Nylander · Svédország                                                        | 48,43      | Niklas Wallenlind · Svédország                                           | 48,52      |
| 3000 m akadály  | FRAsco Panetta · Olaszország                                                               | 8:12,66    | Mark Rowland · Nagy-Britannia                                                     | 8:13,27    | Alessandro Lambruschini · Olaszország                                    | 8:15,82    |
| 20 km gyaloglás | Pavol Blažek · Csehszlovákia                                                               | 1:22:05    | Daniel Plaza · Spanyolország                                                      | 1:22:22    | Thierry Toutain · Franciaország                                          | 1:23:22    |
| 50 km gyaloglás | Andrey Perlov · Szovjetunió                                                                | 3:54:36    | Bernd Gummelt · NDK                                                               | 3:56:33    | Hartwig Gauder · NDK                                                     | 4:00:48    |
| 4x100 m váltó   | Franciaország · Max Morinière · Daniel Sangouma · Jean-Charles Trouabal · Bruno Marie-Rose | 37,79 WR   | Nagy-Britannia · Darren Braithwaite · John Regis · Marcus Adam · Linford Christie | 37,98      | Olaszország · Mario Longo · Ezio Madonia · Sandro Floris · Stefano Tilli | 38,39      |
| 4x400 m váltó   | Nagy-Britannia · Paul Sanders · Kriss Akabusi · John Regis · Roger Black                   | 2:58,22    | NSZK · Klaus Just · Edgar Itt · Carsten Köhrbrück · Norbert Dobeleit              | 3:00,64    | NDK · Rico Lieder · Karsten Just · Thomas Schönlebe · Jens Carlowitz     | 3:01,51    |
| Magasugrás      | Dragutin Topić · Jugoszlávia                                                               | 234 cm     | Aleksey Yemelin · Szovjetunió                                                     | 234 cm     | Georgi Dakov · Bulgária                                                  | 234 cm     |
| Távolugrás      | Dietmar Haaf · NSZK                                                                        | 825 cm     | Ángel Hernández · Spanyolország                                                   | 815 cm     | Borut Bilač · Jugoszlávia                                                | 809 cm     |
| Rúdugrás        | Radion Gataullin · Szovjetunió                                                             | 585 cm     | Grigoriy Yegorov · Szovjetunió                                                    | 575 cm     | Hermann Fehringer · Ausztria                                             | 575 cm     |
| Hármasugrás     | Leonyid Volosin · Szovjetunió                                                              | 17,74 m    | Hriszto Markov · Bulgária                                                         | 17,43 m    | Igor Lapshin · Szovjetunió                                               | 17,34 m    |
| Súlylökés       | Ulf Timmermann · NDK                                                                       | 21,32 m    | Oliver-Sven Buder · NDK                                                           | 21,01 m    | Georg Andersen · Norvégia                                                | 20,71 m    |
| Diszkoszvetés   | Jürgen Schult · NDK                                                                        | 64,58 m    | Erik de Bruin · Hollandia                                                         | 64,46 m    | Wolfgang Schmidt · NSZK                                                  | 64,10 m    |
| Gerelyhajítás   | Steve Backley · Nagy-Britannia                                                             | 87,30 m    | Viktor Zaitsev · Szovjetunió                                                      | 83,30 m    | Patrik Bodén · Svédország                                                | 82,66 m    |
| Kalapácsvetés   | Igor Astapkovich · Szovjetunió                                                             | 84,14 m    | Gécsek Tibor · Magyarország                                                       | 80,14 m    | Igor Nikulin · Szovjetunió                                               | 80,02 m    |
| Tízpróba        | Christian Plaziat · Franciaország                                                          | 8,574 pont | Szabó Dezső · Magyarország                                                        | 8,436 pont | Christian Schenk · NDK                                                   | 8,433 pont |

### Női
| Versenyszám     | Arany                                                                  | Arany     | Ezüst                                                                                       | Ezüst     | Bronz                                                                               | Bronz     |
| --------------- | ---------------------------------------------------------------------- | --------- | ------------------------------------------------------------------------------------------- | --------- | ----------------------------------------------------------------------------------- | --------- |
| 100 m           | Katrin Krabbe · NDK                                                    | 10,89 CR  | Silke Gladisch-Moller · NDK                                                                 | 11,10     | Kerstin Behrendt · NDK                                                              | 11,17     |
| 200 m           | Katrin Krabbe · NDK                                                    | 21,95     | Heike Daute-Drechsler · NDK                                                                 | 22,19     | Galina Malchugina-Chermoshanskaya · Szovjetunió                                     | 22,23     |
| 400 m           | Grit Breuer · NDK                                                      | 49,50     | Petra Müller · NDK                                                                          | 50,51     | Marie-José Pérec · Franciaország                                                    | 50,84     |
| 800 m           | Sigrun Ludvigs-Wodars · NDK                                            | 1:55,87   | Christine Wachtel · NDK                                                                     | 1:56,11   | Liliya Nurutdinova · Szovjetunió                                                    | 1:57,39   |
| 1500 m          | Snežana Pajkić · Jugoszlávia                                           | 4:08,12   | Ellen Kiessling · NDK                                                                       | 4:08,67   | Sandra Gasser · Svájc                                                               | 4:08,89   |
| 3000 m          | Yvonne Murray · Nagy-Britannia                                         | 8:43,06   | Yelena Romanova · Szovjetunió                                                               | 8:43,68   | Roberta Brunet · Olaszország                                                        | 8:46,19   |
| 10 000 m        | Yelena Romanova · Szovjetunió                                          | 31:46,83  | Kathrin Ullrich · NDK                                                                       | 31:47,70  | Annette Sergent · Franciaország                                                     | 31:51,68  |
| Maraton         | Rosa Mota · Portugália                                                 | 2:31:27   | Valentina Yegorova · Szovjetunió                                                            | 2:31:32   | Maria Rebelo · Franciaország                                                        | 2:35:51   |
| 100 m gát       | Monique Ewanje-Epée · Franciaország                                    | 12,79     | Gloria Kovarik-Siebert · NDK                                                                | 12,91     | Lidiya Yurkova · Szovjetunió                                                        | 12,92     |
| 400 m gát       | Tatyana Ledovskaya · Szovjetunió                                       | 53,62     | Anita Protti · Svájc                                                                        | 54,36     | Monica Westén · Svédország                                                          | 54,75     |
| 10 km gyaloglás | Annarita Sidoti · Olaszország                                          | 44:00     | Olga Kardopoltseva · Szovjetunió                                                            | 44:06     | Ileana Salvador · Olaszország                                                       | 44:38     |
| 4x100 m váltó   | NDK · Silke Möller · Katrin Krabbe · Kerstin Behrendt · Sabine Günther | 41,68     | NSZK · Gabi Lippe · Ulrike Sarvari · Andrea Thomas · Silke Knoll                            | 43,09     | Nagy-Britannia · Stephanie Douglas · Beverly Kinch · Simone Jacobs · Paula Thomas   | 43,32     |
| 4x400 m váltó   | NDK · Manuela Derr · Annett Hesselbarth · Petra Müller · Grit Breuer   | 3:21,02   | Szovjetunió · Yelena Vinogradova · Lyudmila Dzhigalova · Tatyana Ledovskaya · Yelena Ruzina | 3:23,34   | Nagy-Britannia · Sally Gunnell · Jennifer Stoute · Patricia Beckford · Linda Keough | 3:24,78   |
| Magasugrás      | Heike Henkel · NSZK                                                    | 199 cm    | Biljana Petrović · Jugoszlávia                                                              | 196 cm    | Yelena Yelesina · Szovjetunió                                                       | 196 cm    |
| Távolugrás      | Heike Drechsler · NDK                                                  | 730 cm    | Marieta Ilcu · Románia                                                                      | 702 cm    | Helga Radtke · NDK                                                                  | 694 cm    |
| Súlylökés       | Astrid Kumbernuss · NDK                                                | 20,38 m   | Natalya Lisovskaya · Szovjetunió                                                            | 20,06 m   | Kathrin Neimke · NDK                                                                | 19,96 m   |
| Diszkoszvetés   | Ilke Wyludda · NDK                                                     | 68,46 m   | Olga Burova · Szovjetunió                                                                   | 66,72 m   | Martina Hellmann · NDK                                                              | 66,66 m   |
| Gerelyhajítás   | Päivi Alafrantti · Finnország                                          | 67,68 m   | Karen Forkel · NDK                                                                          | 67,56 m   | Petra Felke · NDK                                                                   | 66,56 m   |
| Hétpróba        | Sabine Braun · NSZK                                                    | 6688 pont | Heike Tischler · NDK                                                                        | 6572 pont | Peggy Beer · NDK                                                                    | 6531 pont |